# تپه خانجان خانی
تپه خانجان خانی مربوط به دوران پیش از تاریخ ایران باستان است و در شهرستان خرم‌آباد، ۶ کیلومتر جاده اصلی، خرم‌آباد به بروجرد واقع شده و این اثر در تاریخ ۱۶ آبان ۱۳۷۹ با شمارهٔ ثبت ۲۸۲۶ به‌عنوان یکی از آثار ملی ایران به ثبت رسیده است.